# Eulophia ensata
Eulophia ensata là một loài phong lan, có ở Mozambique tới Nam Phi.